# 2-Cyclohexen-1-on
2-Cyclohexen-1-on ist eine chemische Verbindung aus der Gruppe der Enone, d. h. ein Keton mit C=C-Doppelbindung. Die Substanz ist im reinen Zustand eine farblose Flüssigkeit; das kommerziell erhältliche Produkt ist meist gelblich gefärbt.

## Gewinnung und Darstellung
Zur Herstellung von 2-Cyclohexen-1-on gibt es mehrere verschiedene Synthesewege, von denen nur einige hier genannt seien:
Eine für den Labormaßstab gut ausgearbeitete Methode ist die Reduktion und saure Hydrolyse von 3-Ethoxy-2-cyclohexen-1-on, welches wiederum aus Resorcin über das 1,3-Cyclohexandion zugänglich ist:
Steht flüssiges Ammoniak zur Verfügung, ist es ausgehend von Anisol durch Birch-Reduktion mit anschließender saurer Hydrolyse und Umlagerung der C–C-Doppelbindung erhältlich:
Ebenfalls recht gut ist es aus Cyclohexanon durch α-Bromierung und Eliminierung, oder aus 3-Chlorcyclohexen mittels Hydrolyse und Oxidation erhältlich.
Technisch wird 2-Cyclohexen-1-on durch katalytische Oxidation von Cyclohexen, z. B. mit Wasserstoffperoxid an Vanadiumkatalysatoren, hergestellt. Es sind mehrere Verfahrensvarianten mit unterschiedlichen Oxidationsmitteln bzw. Katalysatoren patentiert.

## Eigenschaften

### Physikalische Eigenschaften
2-Cyclohexen-1-on hat einen Schmelzpunkt von −53 °C, einen Siedepunkt von etwa 170 °C und einen Flammpunkt von 56 °C. Es ist bei Raumtemperatur eine leichtbewegliche, klare Flüssigkeit, die mit 0,993 g·cm−3 eine Dichte ähnlich der von Wasser aufweist.
Es ist mit vielen Lösungsmitteln, wie z. B. Alkoholen (Methanol, Ethanol), Ethern (Diethylether, Tetrahydrofuran, 1,4-Dioxan, tert-Butylmethylether), Halogenalkanen (Dichlormethan, Chloroform), Estern (Ethylacetat) und auch mit polaren, aprotischen Lösungsmitteln (Dimethylformamid, Dimethylsulfoxid) unbegrenzt mischbar.
Die Löslichkeit in Wasser beträgt 41,3 g·l−1 bei pH 7 und 25 °C.

### Chemische Eigenschaften
2-Cyclohexen-1-on kann sowohl übliche Reaktionen von Ketonen (z. B. Acetalbildung) als auch von Alkenen (z. B. elektrophile Additionen, Cycloadditionen, Epoxidierung) eingehen. Als typischer Vertreter der α,β-ungesättigten Carbonylverbindungen besitzt es eine elektronenarme C–C-Doppelbindung, die auch als Elektrophil fungieren kann. Mit starken Basen kann es an den Positionen 4 und 6 (die beiden CH2-Gruppen, die der Carbonylgruppe bzw. der C–C-Doppelbindung benachbart sind) deprotoniert werden.

## Verwendung
Es ist ein oft verwendeter Synthesebaustein in der organischen Chemie, da es viele verschiedene Möglichkeiten der Molekülgerüst-Erweiterungen bietet. Beispielsweise kann es leicht in einer Michael-Addition mit Nukleophilen (wie etwa Enolaten oder Silylenolethern) oder auch im Sinne einer Diels-Alder-Reaktion mit elektronenreichen Dienen umgesetzt werden. Weiterhin reagiert es mit Organokupfer-Verbindungen unter 1,4-Addition (Michael-Addition) oder mit Grignard-Verbindungen unter 1,2-Addition, d. h. mit Angriff des Nukleophils am Carbonyl-Kohlenstoffatom. Es wird z. B. in mehrstufigen Totalsynthesen beim Aufbau von polycyclischen Naturstoffen eingesetzt.